# Festival de Eurovisión de Jóvenes Músicos 1982
La I edición del Festival de Eurovisión de Jóvenes Músicos se celebró en el Free Trade Hall de Mánchester (Reino Unido) el 11 de mayo de 1982.
Músicos de 6 países participaron en la primera edición de este certamen. La Orquesta Filarmónica de la BBC fue la encargada de acompañar a los participantes.
El ganador de este año fue Markus Pawlik tocando el piano y representando a Alemania Occidental.

## Participantes y Clasificación
A continuación se muestra una tabla con los resultados de la clasificación final, donde aparecen los tres mejores participantes y el resto de países que compitieron.Cabe destacar que el representante de Noruega representó también a Dinamarca.
| Posición | País y TV               | Representante   | Instrumento |
| -------- | ----------------------- | --------------- | ----------- |
| 1        | Alemania Occidental ZDF | Markus Pawlik   | Piano       |
| 2        | Francia France 3        | Paul Meyer      | Clarinete   |
| 3        | Suiza SSR / TSR         | Bertrand Roulet | Piano       |
| -        | Austria ORF             | Leonard Kubizek | Clarinete   |
| -        | Noruega NRK             | Atle Sponberg   | Violín      |
| -        | Reino Unido BBC         | Anna Markland   | Piano       |

## Predecesor y sucesor
| Predecesor: Primera edición | Festival de Eurovisión de Jóvenes Músicos Manchester 1982 | Sucesor: Ginebra 1984 |